# Lovaglás a 2012. évi nyári olimpiai játékokon (kvalifikáció)

## Kvalifikált országok

### Csapat díjlovaglás
4 nemzet kvalifikálta magát.
- Németország
- Nagy-Britannia
- Hollandia
- Egyesült Államok

### Csapat díjugratás
7 nemzet kvalifikálta magát.
- Nagy-Britannia
- Németország
- Franciaország
- Belgium
- Brazília
- Kanada
- Ausztrália

### Csapat lovastusa
6 nemzet kvalifikálta magát.
- Nagy-Britannia
- Új-Zéland
- Kanada
- Egyesült Államok
- Németország
- Belgium